# Buổi ra mắt

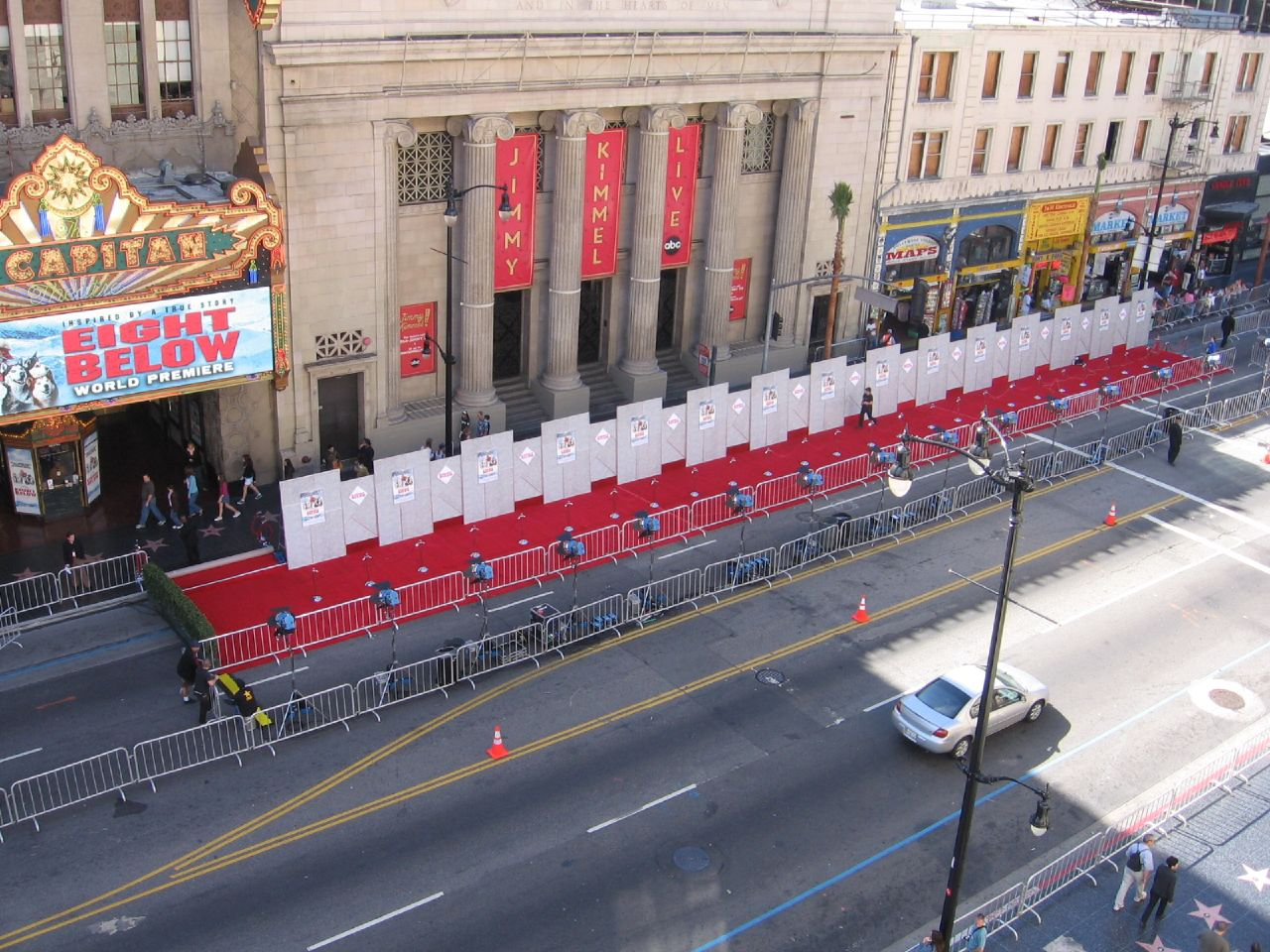
Thiết lập chuẩn bị cho một buổi ra mắt phim tại Rạp chiếu phim El Capitan

Buổi ra mắt (tiếng Anh: Premiere, Tiếng Pháp première, nghĩa là "đầu tiên") là buổi công chiếu hoặc buổi công diễn đầu tiên trước công chúng của một tác phẩm, như một vở kịch sân khấu, phim, bài nhảy hoặc một tác phẩm âm nhạc.
Raymond F. Betts cho rằng Sid Grauman là người đầu tiên giới thiệu khái niệm buổi công chiếu đầu tiên của phim.